# Antennaria friesiana
Antennaria friesiana là một loài thực vật có hoa trong họ Cúc. Loài này được (Trautv.) Ekman mô tả khoa học đầu tiên năm 1928.